# UEVO

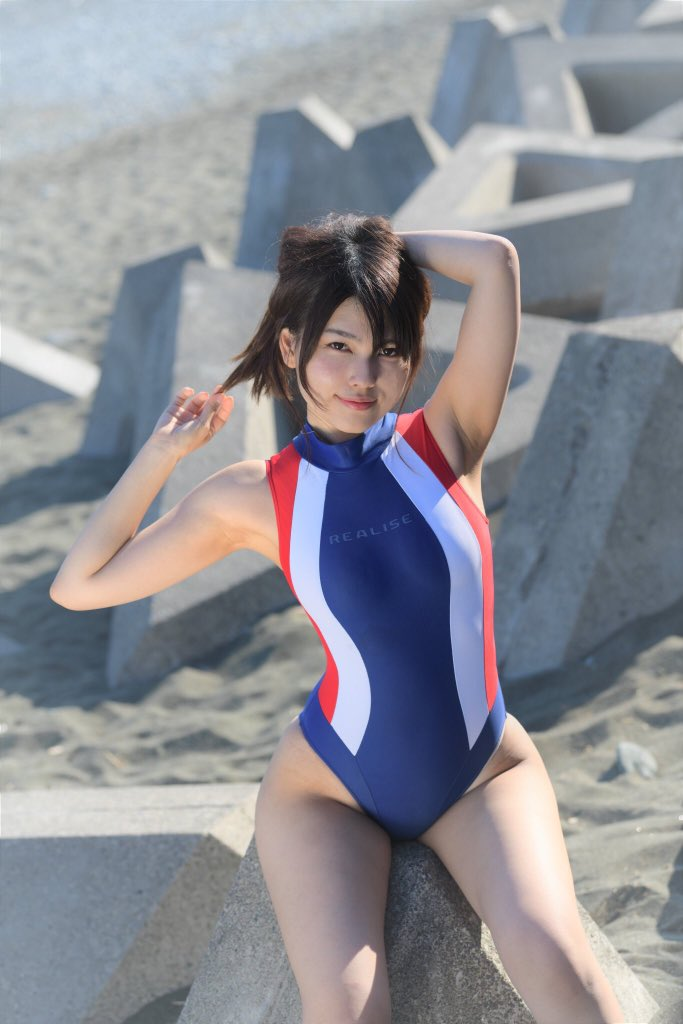
REALISE N-037 カラーパネルワンピーススイムスーツ（モデル：小林マイカ）

株式会社UEVO（ウエボ）は、兵庫県加古川市平岡町にある企業。「REALISE」ブランドの競泳水着コスチュームの企画、製作、販売を手がける。

## 概要
兵庫県加古川市平岡町西谷28番地の10に本社を置く。
2008年11月、「REALISE」ブランドが発足した。学生時代に水泳部に所属し競泳水着フェチであった創業者は、マニア受けのよいカラフルで奇抜な競泳水着の販売を企図。製造工場を探し当て、ラバー加工や光沢加工された競泳水着を発売した。デザイン性に優れ、着心地の良さや締め付けによるスタイルの補正効果など、生地の段階からこだわりを持って製造されており、日本国内外のグラビア撮影で着用され人気を博している。
2013年、創業者の病死に伴い代表者交代。2014年10月、映像アーティストの古賀学からの指摘を受け、ブランドロゴマークを刷新した。
2015年、前面に線ファスナーを備えた競泳水着を製作し話題を集める。この「フロントジッパー競泳水着」は、豊かな乳房を武器にしたいという女性モデル、コスプレイヤーの声と、グラビア系イメージビデオ作品で折角の水着を裂いてしまうという演出に対しメーカーとして心を傷めていたことから誕生した。商品サンプルをインターネット上に公開すると話題が沸騰し、発売30分で初回生産分が完売する事態となった。
2016年、「POOLSIDER」ブランドが発足し、水中でも着用できるニーソックスが発売された。